# 797

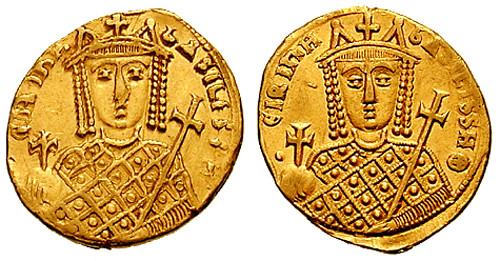
Keizerin Irene van Byzantium (797-802)

Het jaar 797 is het 97e jaar in de 8e eeuw volgens de christelijke jaartelling.

## Gebeurtenissen

### Byzantijnse Rijk
- Keizerin Irene van Byzantium komt in opstand tegen haar zoon Constantijn VI en laat hem blind maken. Ze laat zichzelf in Constantinopel tot keizer (basileus) kronen; Constantijn overlijdt later aan zijn verwondingen.

### Europa
- Koning Pepijn van Italië voert een succesvolle veldtocht tegen de Avaren. De macht van de Avaren wordt gebroken, en het Frankische Rijk breidt zich oostwaarts uit tot aan de Donau in Pannonië (huidige Hongarije).
- Koning Karel de Grote laat de Capitulatio de partibus Saxoniae vervangen door een nieuwe minder strenge wetgeving. Veel vergrijpen (o.a. diefstal) waar de doodstraf op staat worden met een boete afgedaan.
- Karel de Grote stuurt een Frankische delegatie naar kalief Haroen al-Rashid in Bagdad. (waarschijnlijke datum)

### Azië
- Koning Trisong Detsen treedt na een regeerperiode van 42 jaar af ten gunste van zijn oudste zoon Muné Tsenpo. Hij bestijgt de troon als de 39e koning van Tibet. (waarschijnlijke datum)

## Geboren
- Bernhard, koning van Italië (overleden 818)
- Meinrad van Einsiedeln, Duits geestelijke (overleden 861)
- Pepijn I, koning van Aquitanië (overleden 838)

## Overleden
- Bermudo I, koning van Asturië (waarschijnlijke datum)
- Constantijn VI (26), keizer van het Byzantijnse Rijk